# سسکک حناتاب
سسکک حناتاب (نام علمی: Prinia rufescens) نام یک گونه از سرده سسکک است.